# Het escorte
Het escorte (L'Escorte) is het achtentwintigste album in de stripreeks Lucky Luke. Het verhaal werd geschreven door René Goscinny en getekend door Morris. Het album werd in 1966 uitgegeven door Dupuis.

## Inhoud
Billy the Kid moet van zijn gevangenis naar Bronco Pueblo worden gebracht om daar berecht te worden voor een bepaald misdrijf. Lucky Luke wordt gevraagd om hem naar New Mexico te escorteren en neemt dit aan. De eerste dagen verloopt de reis met Billy makkelijk, maar daarna maakt Billy een deal met een kruimeldief, Bert Malloy. Malloy zal Billy en Lucky Luke volgen en Billy bevrijden, in ruil voor een deel van Billy's buit (Billy liegt, hij heeft helemaal geen buit). Malloy doet veel pogingen die allemaal mislukken. Uiteindelijk komen Billy en Lucky Luke (en ook Malloy) aan in Bronco Pueblo. Daar komt hij in de gevangenis in afwachting van het proces. Billy ontsnapt echter en zaait terreur in heel Bronco Pueblo, alvorens Lucky Luke uit te dagen tot een schietduel. Als Lucky Luke op de afgesproken plaats komt, wil Billy hem in de rug schieten. Hij wordt echter per ongeluk verraden door Malloy, waarna beiden door Lucky worden ingerekend. Billy en Malloy worden allebei veroordeeld en gaan daarna terug naar Arizona waar ook Malloy nu een lange gevangenisstraf moet uitzitten, wegens het helpen van een gevaarlijke desperado. Vervolgens gaat Lucky Luke weer op pad.